# 廖永亮
廖永亮（英語：Jerry Liu Wing-leung，1958年10月18日—），香港商人、行政人員及電影監製，曾出任香港政府的創意香港總監。他於1980年在瓦萨学院取得戲劇文學士，及後，他加入由和記電訊、英國電信及多個中英港財團合組的和記專線，協助競逐香港第二網絡服務的財務及節目策劃。然而，他在競爭過程中轉投後來成功競得牌照的香港有線電視，並在1989年起擔任同類的財務及節目職務。寰亞綜藝於1993年10月在林百欣投資下成立，而廖則為公司創辦人之一，更在2001年至2005年期間擔任公司的行政總裁。他在擔任寰亞行政總裁期間曾製作《無間道》、《大事件》及《頭文字D》等電影，亦使集團在新加坡交易所上市。廖在2010年3月22日起獲香港政府委任為首任創意香港總監，負責促進香港文化創意產業的發展，包括管理香港電影發展局。由於他與下屬影發局秘書長馮永均出身於寰亞綜藝，創意香港因此曾被香港立法會議員何秀蘭及各創意產業業界人士等質疑會忽略整體產業發展而側重於香港電影，甚至擔心與寰亞形成利益輸送。出任總監時，他曾籌辦香港設計年活動，以及參與籌備深港城市\建築雙城雙年展。廖在2017年9月21日卸任總監，及後由曾昭學接任。

## 外部連結
- 廖永亮的個人官方網站 （页面存档备份，存于）
- 廖永亮的個人Facebook專頁

| 政府职务 | 政府职务                                  | 政府职务        |
| -------- | ----------------------------------------- | --------------- |
| 新頭銜   | 創意香港總監 2010年3月22日－2017年9月21日 | 繼任者： 曾昭學 |